# Adoretus subguttatus
Adoretus subguttatus är en skalbaggsart som beskrevs av Kobayashi 1991. Adoretus subguttatus ingår i släktet Adoretus och familjen Rutelidae. Inga underarter finns listade i Catalogue of Life.